# 深坂トンネル
深坂トンネル（ふかさかトンネル）は、北陸本線の近江塩津駅-新疋田駅間（上り線）にある全長5,170メートルの単線トンネルである。北陸本線が建設された当初からの柳ヶ瀬トンネルを経由するルートが急勾配であったことから、勾配を緩和し輸送力を増強する目的で第二次世界大戦前に着工されたが、開通は戦後にずれ込んだ。さらにこの区間の複線化のために後に下り線用の全長5,173メートルの新深坂トンネル（しんふかさかトンネル）が建設された。

## 建設の背景
北陸本線の米原駅と敦賀駅の間の路線は、明治時代初期に構想がもたれ、お雇い外国人のリチャード・ボイルが1876年（明治9年）4月に経路調査の報告書を提出している。その際には、長浜駅から北上してきた線路は余呉湖と琵琶湖の間の山地を通り抜けて塩津へ達し、さらに野坂山地の山岳地帯を屈曲しながら急勾配で登って沓掛から現在の国道8号に近い経路で福井県側に抜け、敦賀へ達する経路で提案されていた。これは後に深坂トンネル経由となった北陸本線の経路に近い。
しかし実際に建設するにあたっては、塩津経由では37パーミルの勾配が必要となるが、柳ヶ瀬トンネルを経由する経路であれば25パーミルに抑えられることから、経路変更をすることになった。長浜 - 敦賀間は1884年（明治17年）4月16日に柳ヶ瀬トンネル経由で全通した。
ところがこの経路は、柳ヶ瀬トンネルの南側にある標高246.73メートルの雁ヶ谷信号場を頂点として、両側に25パーミルの急勾配が連続し、急曲線が多く、冬季の積雪が多くて雪崩の危険も多いという問題を抱えていた。このために補助機関車を連結して輸送力増強を図っていた。また柳ヶ瀬トンネルの建設時期が古いことから断面が狭小であり、広い幅の貨物の通過に制限を受けていた。
1928年（昭和3年）12月6日、上り第556貨物列車（D50形牽引、後部補助機関車もD50形、現車45両、換算62両）が柳ヶ瀬トンネルを走行中に速度が低下し、煤煙により先頭の機関車の乗務員が窒息して倒れ、出口まで約25メートルの地点で立ち往生した。後部の機関車の乗務員と車掌が脱出して、雁ヶ谷信号場に停車中の下り列車の機関車を呼んで救援しようとしたが、救援機関車の乗務員も倒れ、計5人が死亡する事故があった。これは重い貨物を搭載した貨車が多く、降雪の影響もあって速度が低下したこと、列車の速度に近い追い風が吹いていて煤煙ガスに絡まれたことなどが理由とされた。またトンネルの断面積が、後の標準規格に比べて約71パーセントしかない狭いものであったことも影響した。柳ヶ瀬トンネルで排煙不十分のために起きた運転事故は重大なものだけで、1951年（昭和26年）時点で10件に及んでいた。対策として、柳ヶ瀬側の出口に外気遮断幕と排気除去用の送風機を設備したが、それでも乗務員の被害は減少しなかった。
このように、当該区間は北陸本線の輸送力上のネックとなっており、関西・中部地区対北陸地区の輸送の伸びに伴って輸送力増強が求められ、解決の必要に迫られていた。

## 線路選定

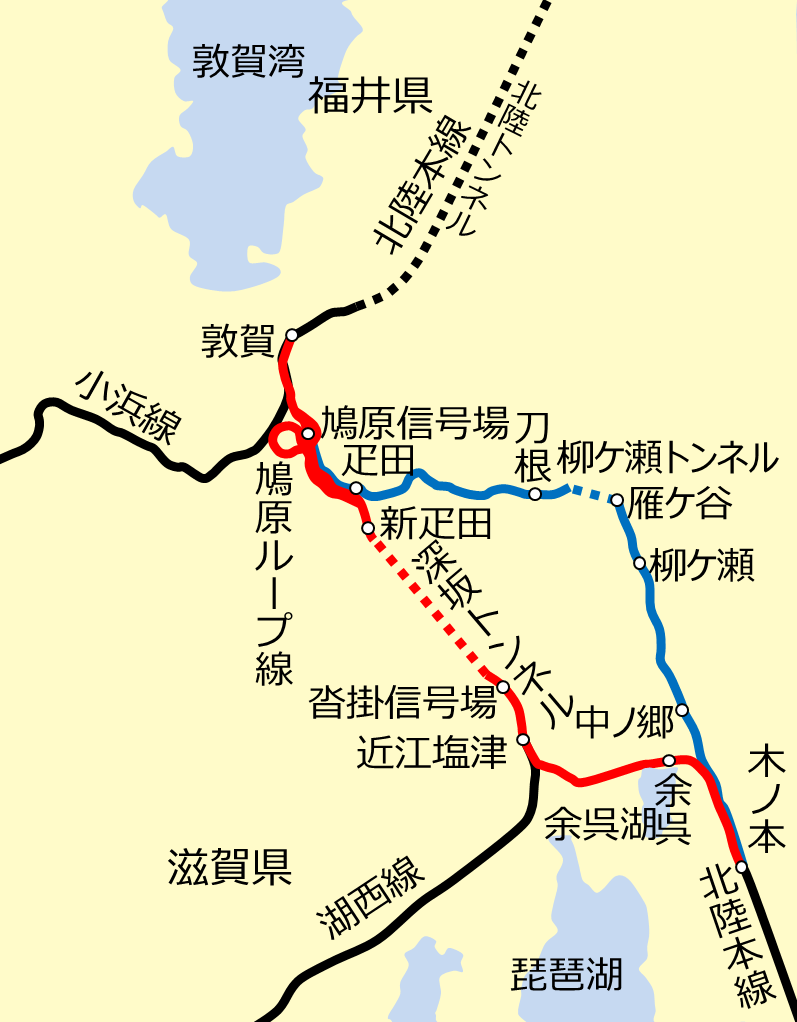
柳ケ瀬トンネルルートと深坂トンネルルートの比較

1937年（昭和12年）より調査と測量に着手した。木ノ本駅を出てしばらく従来線に並走し、余呉湖の北を周って塩津に出て、滋賀県と福井県の県境を南東から北西への向きの長いトンネルで貫いて、現在の新疋田駅付近に達する構想が考えられた。この経路であれば、最急勾配を10パーミルに抑えることができる。しかし新疋田から敦賀まではなお標高差が87メートルあって、勾配を10パーミルに制限することは困難であったため、複線にして上下線を区別する構想となった。敦賀・直江津方面への下り線（勾配を下る側）は、25パーミル勾配を使って既存線に鳩原信号場で合流し、木ノ本・米原方面への上り線（勾配を登る側）は、既存線に並行して線路を敷設し衣掛山を半径400メートルのループ線で周って、新疋田まで10パーミル勾配に抑えた新しい経路を建設するものである。
新ルートの要となる深坂トンネルについては、滋賀県側の沓掛を中心として扇形に数本のトンネル経路を想定することができた。このうち実際に建設されたのは最長となる経路で、しかも琵琶湖北岸の断層群の主断層に対して並行しているのに対し、最短となる経路であれば長さは3,500メートルほどで済み、断層を直角に横断することができ、トンネルだけで見れば後者を選択すべきものであった。しかし勾配を10パーミルに抑えるのであれば、どちらの経路を選んだにせよ線路の総延長は同程度に必要になり、しかもこの地域が有数の豪雪地帯であることから、トンネルを短縮できたとしてもトンネル外の区間で雪覆いを長く建設しなければならず、長大トンネルを通した方が総工費が安価となるという結論になった。大断層に阻まれることがわかっている長大トンネルを、技術的に突破しようという考えであった。
こうした新線構想に対し、従来線と組み合わせてどのように全体の輸送を構成するかについて以下の3案が考えられた。
1. 従来線は撤去して国鉄バスで代行輸送し、新線に全列車を通す。
2. 従来線を存置し、両ルートを本線として併用する。
3. 現在の全列車は新線に通し、従来線はローカル線として存置する。

結果、客貨の取り扱い、輸送方式、要員、投資などを比較検討して第3案が選択されることになった。
従来線と新線を比較すると、最高地点の標高は従来線で246.73メートルであるのに対し、新線では143.80メートルと、102.93メートル下がる。仮に蒸気機関車で運転を継続するならば、この差による石炭消費量の削減は年間1,060トンと試算された。
また牽引力で比較すると、東海道本線では換算95両（貨車総重量950トン）で運転できるが、従来線の北陸本線は換算60両（貨車総重量600トン）であるため、米原駅においてその差の350トン分の貨車を切り離さなければならない。切り離された貨車を累積して新たに列車を運転しなければならないため、その分線路容量を圧迫することになっていた。この時点で1日36本の列車を運転していたが、新線に切り替えると勾配緩和により換算95両に引き上げられるため、1日13本の列車を削減することになり、単線のままであっても線路容量を緩和することができる。

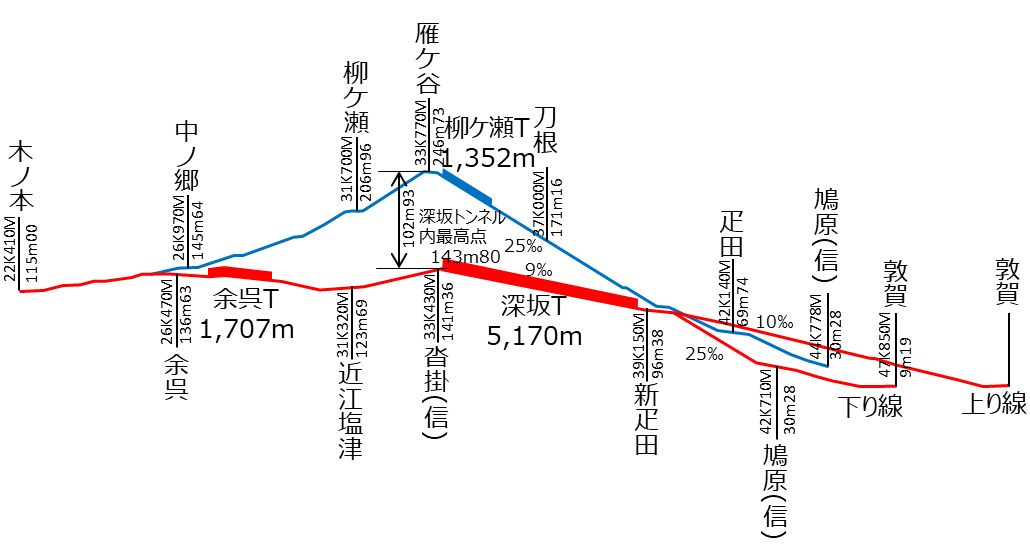
柳ケ瀬トンネルルートと深坂トンネルルートの縦断面比較図

## 深坂トンネルの建設

### 構想と準備
1938年（昭和13年）8月に疋田出張所、9月に沓掛見張所を設置し、直轄工事で深坂トンネルの工事に取り掛かることになった。直轄部隊は前任地の生保内線や大糸線などの工事現場から転任してきた。坑口付近に出張所や工場、人夫の小屋、職員官舎、倉庫などを設置し、疋田口は疋田駅から約2キロメートルの引き込み線を敷設して貨車で材料を取り込み、沓掛口は疋田駅からトラックで材料を運搬した。作業員は、疋田口で1日650人、沓掛口で460人、延べ作業員数は両口合計88万人を予定した。
新線は当初から電気運転をする構想とし、単線直流電化断面（1号型）で掘削することになった。沓掛側から5.5パーミルで上るが23メートル入ったところからは出口まで5,147メートルの9パーミルの下り勾配となる線形で実質下り片勾配である。しかし当時の国家的要請により40か月で工事することが求められており、上り勾配となる疋田側からだけでなく、下り勾配となる沓掛側からも掘削する必要があった。断層地帯を下り勾配で掘削しなければならないという難題に対し、沓掛側では水抜坑を設けて先進導坑とすることになった。下りで掘削する沓掛口は1,570メートル、上りで掘削する疋田口は3,600メートルを担当する計画とされた。
地質は花崗岩であり、琵琶湖北部の断層地帯にあるため数か所で断層を横断することになる。疋田口から約2キロメートルの地点で交わる断層がもっとも大きいと想定された。

### 初期の工事
1938年（昭和13年）11月16日に疋田側から深坂トンネルに着工し、続いて1939年（昭和14年）2月14日に沓掛側からも着手した。
沓掛口は、本坑の導坑を掘削して122メートル付近までは順調に進んだものの、そこで湧水が多くなってきたため、水抜坑の掘削を開始した。坑口から110メートルの地点で右側に40度で分岐し、本坑から20メートル水平に離れた地点から、本坑と平行な3分の1勾配の斜坑を12.5メートル下まで掘削し、そこからは2パーミルの上り勾配で掘削していった。斜坑の底部にポンプを設けて湧水を排水し、ところどころで水抜坑と本坑を連絡する斜坑を設けることで、水抜坑側から水を排水して本坑の掘削を進めた。本坑は水抜坑に約2か月遅れて掘進した。坑口から1,100メートル付近で断層に遭遇して本坑の掘削が中止されたが、水抜坑側から回り込んで反対側からも掘削することで突破した。また水抜坑掘削時に湧水に悩まされた区間も、本坑掘削までに十分排水されていたために施工が容易となった。こうして約1,300メートルに及ぶ水抜坑の掘削は功を奏した。
疋田口は導坑の掘削を開始し約200メートルを掘った時点で断層粘土帯に遭遇し、数回の土砂流出を起こしたのち大崩壊となった。この部分の突破に相当の時間を要することは確実であったため、工事計画を変更し本坑口の南約700メートルの追分集落付近から別途先進導坑を掘削することにした。この先進導坑は、本坑付近に取り付いたのち本坑に平行して先進することで、地質の調査や斜坑を通じた連絡で本坑の換気に役立てる構想であったが、掘削中に崩壊と土圧によって導坑が押し潰されたことがあり、その間に本坑の工事が進捗してきたために先進導坑を断念した。
疋田口本坑は、断層で崩壊などの問題が生じる地点に迂回坑、試掘坑、水抜坑などを設けて突破していった。坑口から1キロメートル付近、1.5キロメートル付近、2キロメートル付近に大きな断層があり、特に2キロメートル付近のものは大断層であった。この断層帯は、迂回坑によって水を良く抜いて突破し、
1943年（昭和18年）3月29日
に疋田側から2,932メートル地点において貫通した。その後切り広げと覆工をおこなっていたが、戦局の急迫に伴い1944年（昭和19年）11月に工事が中止となり、わずかな要員が現場に残存してトンネルの保守作業を行った。

### 戦後の工事
1946年（昭和21年）4月に再着工した。しかし再び工事継続が困難な情勢となり、1948年（昭和23年）3月に再中止されて、要員は志免鉱業所などへ配置転換された。1950年（昭和25年）5月に3度目の着手となった。再開後に点検したところ、覆工の亀裂の進行が激しかったため、全体に改築工事が行われ、1953年（昭和28年）3月に、着工から15年をかけて深坂トンネルが完成した。直轄工事部隊は、深坂トンネルの竣工前から竣工後にかけて2段階にわけて倶利伽羅トンネルへと転出していった。深坂トンネル工事は、丹那トンネルに匹敵する難工事であったとして、疋田工事区は1953年（昭和28年）3月28日に国鉄総裁表彰を受けた。しかし、1948年（昭和23年）3月に疋田工事区で発生した火災により、工事記録の多くを焼失したため、深坂トンネルの工事誌は発行することができなかった。
新線は戦前の工事着手当初から電気運転を前提として工事しており、また坑口から100メートルまでは砂利道床にしつつもそれより奥はコンクリート道床を採用する方針であった。しかし戦後になり、再び電化、道床コンクリート、トンネル内列車交換設備について必要性が長々と議論されることになった。道床コンクリートについては1955年（昭和30年）9月に施工が決定し、続いて11月には電化調査委員会により米原-富山間は直流電化が決定され、これにより深坂トンネルの供用開始も決まった。ちょうどこの頃、フランスで開発された交流電化方式について、国鉄は仙山線で実験を行っていたが、北陸本線で初めて本格的に実施することになり、1956年（昭和31年）4月になって電化方式は交流電化に変更された。
道床コンクリートについては、坑口から75メートルの区間を除いた5,020メートルにわたって施工し、1957年（昭和32年）3月に竣工した。また交流電化に伴い、トンネルの建築限界が問題となった。当時まだ交流電化における建築限界は定められていなかったが、深坂トンネルについては特認で5メートル20を採用することになり、道床コンクリートの厚さを調整することでこの値を実現した。1959年（昭和34年）になり、交流電化区間の建築限界は5メートル35と定められた。
トンネル中間付近に信号場を設けて線路容量を増大させる検討も行われたが、信号場を設けて列車本数を増大させると保線作業の限界にあたるとして、信号場設置は見送られた。またトンネルでの牽引機関車をどうするか決定するため、排煙装置の研究と仙山トンネルにおける国鉄DD50形ディーゼル機関車の試験運行を行った。排煙装置については、送風速度に応じて列車運行本数が左右され、線路容量を制約することが判明し、蒸気機関車を新線に運転することは不可能と結論された。またディーゼル機関車の運行についても、保線作業環境改善のためにトンネル内に送風設備を設ける必要があるという結論となった。他に設備として、トンネル坑門入口上に貯水槽を設け、そこから鉄管を出口まで通して、約33メートル間隔で水栓が設けられており、砂撒き装置の砂や汚物などを洗い流せるような洗浄装置となっている。

### 取り付け線路の工事
深坂トンネルの前後の取り付け線路の工事も順次進められた。木ノ本から近江塩津へ取り付く区間には延長1,707メートルの余呉トンネルがあり、トンネル内から磁流鉄鉱石とモリブデンが出て、戦時中のことであったため鉱石の掘り出しに鉱山監督局から支援があった。物資の節約のために、トンネル側壁を石積みにするなど苦心したが、1943年（昭和18年）には人員が南方へ派遣されるなどして工事が中止となった。戦後再開時には、トンネル内で支保工が崩落しているなどの荒れた状態となっていた。
敦賀側の勾配緩和のための、新疋田-敦賀間の上り線用の線路については、1940年（昭和15年）から建設が開始された。ループ線を構成するトンネルである第一衣掛トンネル、第二衣掛トンネルには1941年（昭和16年）から着手した。第一衣掛トンネルについては1943年（昭和18年）に導坑が貫通し、切り広げと覆工も一部の区間で完成していた。しかしこの年、この区間の工事は中止された。
第二次世界大戦後、1946年（昭和21年）から工事が再開され、この年第二衣掛トンネルについても導坑が貫通した。半径400メートルの曲線トンネルであるため測量に苦労したものの、ほとんど誤差なしに貫通することができた。資金不足のために、これ以降は細々と切り広げや覆工の工事が続けられた。1953年（昭和28年）2月に第二衣掛トンネルで発破をかけたところ、切羽が崩れて水を含んだ砂が流れだし、作業員2人が埋まって殉職するという事故があった。同年9月、工事が中止となり、底設導坑を仮巻コンクリートで覆って閉鎖した。
このため深坂トンネルの開通時点では、当初計画では下り列車を通すことになっていた、新疋田駅から鳩原信号場までの連絡線が整備されることになり、この時点では上り列車に対しては依然として25パーミル上り勾配がこの区間に残ることになった。

### 単線での開通
こうして1957年（昭和32年）10月1日に木ノ本-敦賀間で深坂トンネルを経由する新線が開業し、北陸本線の営業キロは2.7キロメートル短縮された。距離短縮に加えて電化による牽引力アップと勾配の大幅な緩和により、この区間を通過する列車は20分前後の所要時間短縮となった。深坂トンネルは開通時点で、日本で4番目の長さの鉄道トンネルであった。柳ヶ瀬トンネルを経由する従来の北陸本線は、この日から柳ヶ瀬線と改称してローカル線となった。
新線上には、余呉、近江塩津、新疋田の3駅と沓掛信号場が設置され、また従来線に合流する地点に鳩原信号場が置かれた。

## 鳩原ループ線の建設
前述のように、敦賀側で上り列車に対する勾配を緩和するループ線の工事は1953年（昭和28年）9月に中止されていた。しかし1961年（昭和36年）になり、線増工事として再着手した。中止前に殉職事故を起こした区間の隣では、再着手に当たって慎重に工事を行ったものの、再び大音響とともに砂が流出して既に掘削されていた区間を埋めて作業員1人が殉職する事故となった。地上から陥没した箇所を埋め、モルタルの注入などを行って、ようやくこの区間の工事を完了した。
また、既に供用している本線の疋田トンネルの上を約3.2メートルの被りで立体交差する市橋トンネルがあり、疋田トンネル施工時点で交差部のアーチに補強のレールを挿入してあったため、火薬量を制限することで安全に施工できた。
1963年（昭和38年）9月30日に鳩原ループ線が開通し、新疋田 - 敦賀間が複線化された。これにより、上り列車に対して25パーミルの勾配が除去され、双方向に対して最大の上り勾配が10パーミルとなった。この際に、新疋田から鳩原信号場で旧線に合流して敦賀へ向かう線路は下り線となった。
柳ヶ瀬線は、鳩原信号場で北陸本線に合流して敦賀へ向かっていたが、そのままでは北陸本線の下り線に柳ヶ瀬線の上下列車を運転しなければならず、運転保安上の問題が出るとともに北陸本線の線路容量を制約する問題もあった。そこで、この日から柳ヶ瀬線は疋田駅で折り返しとなり、疋田 - 敦賀間はバス代行となった。しかしこの措置により柳ヶ瀬線利用者は激減し、翌1964年（昭和39年）5月11日に柳ヶ瀬線全線が廃止となって、国鉄バスが運行されるようになった。

## 新深坂トンネルの建設
北陸本線は、国鉄の第1次5か年計画および第2次5か年計画によって順次複線化が進められ、1963年（昭和38年）時点までに全体の約40パーセントが複線化されていた。しかし深坂トンネルとともに開業した木ノ本 - 新疋田の路線はいまだに単線で、輸送上の隘路となっていた。この区間の複線化に際しては、深坂トンネル経由の新線を上り線に、急勾配を介する柳ヶ瀬線経由を下り線にして複線として運用することも検討されたが、結局柳ヶ瀬線は廃止とし、深坂トンネル経由の路線に線増を行うことになった。
新深坂トンネルは、深坂トンネルより下り列車進行方向に対して左側に30メートル離れた位置に掘削することになった。深坂トンネルは沓掛口から疋田口へ向けてほぼ下りの片勾配になっており、これと同じ縦断面で新深坂トンネルを施工すると、沓掛口からは下りで突っ込むことになって施工が困難となることから、新深坂トンネルでは沓掛口から833メートル385の区間を上り2パーミル勾配とし、そこから疋田口までの4,339メートル615を下り11パーミル勾配とすることになった。トンネル断面は交流電化1号型（レール面からの高さ5.35メートル）である。
掘削方法としては、
1. 両口から単純に掘削していく方式
2. 深坂トンネル掘削時に疋田口から1.1キロメートルほど掘削していた先進導坑を再利用する方式
3. 斜坑を設ける方式
4. 先進導坑再利用と斜坑設置を組み合わせる方式

の4案が検討された。予定工期はそれぞれ36か月、33か月、31か月、27か月とされた。しかし、深坂トンネルの先進導坑は長期間放置されていたため支保工が崩壊していて、再利用には新設とほとんど変わらない費用がかかると見込まれたこと、斜坑を建設する方式は、地形上約420メートルと長い斜坑が必要になるにもかかわらず斜坑から掘削できる本坑が1,500メートル程度にしかならず、斜坑の建設費に見合わないとされて、1案の両口から単純に掘削する方式が採用されることになった。
1963年（昭和38年）2月に新深坂トンネルに着工した。沓掛口側の第1工区延長2,772.5メートルは西松建設、疋田口側の第2工区延長2,400.5メートルは間組が、それぞれ担当した。深坂トンネルが難工事であった理由は、断層や真砂土の区間に大量の水が付随したためであったが、深坂トンネルによってある程度水が絞られていると判断したため、新深坂トンネルでは可能な限り全断面掘削を行うことになった。沓掛口では途中から下りで掘削しなければならないが、約200メートルおきに深坂トンネルに通じる排水坑を掘削し、ポンプによる排水は切羽から最寄り排水坑までに限定した。実際に掘削すると、1か所の断層突破に1か月以上を要した場所が4か所になり、薬液注入や迂回坑が必要となった。しかし、全断面掘削を採用した決断はおおむね良かったと総括された。
1966年(昭和41年）10月にトンネルが完成し、11月30日に開通した。深坂トンネルが上り線専用に、新しく開通した新深坂トンネルが下り線専用となった。
木ノ本 - 新疋田間の複線化では、新しく建設した線路が基本的に下り列車進行方向に対して左側に位置し、開業後に下り線となり、従来からの線路が上り線となった。しかし近江塩津駅と沓掛信号場の間については、従来線の左側は谷になっていてこちら側に増設すると大きな盛土工事が必要となるため、反対側に増設し、従来線が下り線、新設線が上り線となった。新疋田 - 敦賀間は前述のように1963年（昭和38年）に複線化されており、それ以外の区間も順次複線化が進み、1965年（昭和40年）8月9日に近江塩津 - 沓掛信号場が複線化されてこの時点で沓掛信号場は複線と単線の接続点となり、さらに1966年（昭和41年）11月30日に沓掛信号場 - 新疋田間が複線化されたことで、沓掛信号場は廃止となった。

## その後
1974年（昭和49年）7月20日に湖西線山科 - 近江塩津間が開業した。翌年のダイヤ改正から、関西地方と北陸地方を結ぶ優等列車はほぼすべてが湖西線経由となり、大幅な時間短縮が実現された。北陸本線の米原 - 近江塩津間はこれらの優等列車が通らなくなったが、近江塩津より北にある深坂トンネルは、湖西線からの列車も引き続き走行した。
北陸本線は交流電化となっていたのに対し、東海道本線や湖西線は直流電化となっており、直通する列車は高価な交直流電車を必要としていた。このため直通する普通列車の運転本数が限られていた。1991年（平成3年）に、北陸本線の長浜までを直流化して京阪神からの新快速列車が直通するようになり、長浜の経済・観光に大きな効果が出た。これを受けて直流電化のさらなる北への延長が要望されるようになり、深坂トンネルを抜けて敦賀駅までを直流化することになった。2006年（平成18年）9月24日に電化方式の直流への切り替えが実施され、10月21日にダイヤ改正が行われて新快速列車の敦賀乗り入れが実現された。

## 年表
- 1937年（昭和12年）：新ルートの調査と測量開始[13]。
- 1938年（昭和13年）
  - 8月：疋田出張所開設[20]。
  - 9月：沓掛見張所開設[20]。
  - 11月16日：疋田口着手[1]。
- 1939年（昭和14年）2月14日：沓掛口着手[20][25]。
- 1943年（昭和18年）3月29日：深坂トンネル貫通[29]。
- 1944年（昭和19年）11月：戦況悪化に伴い工事中止[20]。
- 1946年（昭和21年）4月：再着工[20]。
- 1948年（昭和23年）3月：再中止[20]。
- 1950年（昭和25年）5月：再々着工[20]。
- 1953年（昭和28年）
  - 3月：深坂トンネル竣工[2]。
  - 3月28日：疋田工事区が国鉄総裁表彰を受ける[31]。
- 1957年（昭和32年）10月1日：深坂トンネル経由の新線開業、従来の北陸本線は柳ヶ瀬線となる[39]。
- 1963年（昭和38年）
  - 2月：新深坂トンネル着工[6]。
  - 9月30日：鳩原ループ線開通、木ノ本-敦賀間の双方向で最大勾配が10パーミルとなる、柳ヶ瀬線の疋田 - 敦賀間がバス代行となる[8]。
- 1964年（昭和39年）5月11日：柳ヶ瀬線全線廃止、国鉄バスに置き換えられる[8]。
- 1966年（昭和41年）
  - 10月：新深坂トンネル竣工[7]。
  - 11月30日：新深坂トンネル開通[8]。
- 1974年（昭和49年）7月20日：湖西線開通[48]。
- 2006年（平成18年）
  - 9月24日：電化方式を直流に変更[50]。
  - 10月21日：電化方式の直流化に伴うダイヤ改正[49]。
- 2020年（令和2年）7月14日：深坂トンネル内で架線に貨物列車のパンタグラフが絡まる事故があり、長時間にわたって不通となる[51]。
- 2024年（令和6年）3月14日：トンネル内での携帯電話通信サービスを開始[52]。

### 書籍
- 『岐阜工事局五十年史』日本国有鉄道岐阜工事局、1970年3月31日。
- 『日本国有鉄道百年史』 1巻、日本国有鉄道、1969年4月1日。
- 『日本国有鉄道百年史』 2巻、日本国有鉄道、1970年4月1日。
- 『敦賀長浜鉄道物語』（再々版）敦賀市立博物館、2016年3月31日。
- 渡邊誠 編『ふくいの鉄道160年』（訂補版第1刷）鉄道友の会福井支部、2017年9月20日。
- 久保田博『鉄道重大事故の歴史』グランプリ出版、2000年6月8日。

### 論文・雑誌記事
- 佐久間七郎「現在線改良のための鉄道新線路選定」『山口大学工学部学報』第2巻第2号、山口大学、1951年、99 - 102頁。
- 高原芳夫「敦賀線深坂隧道工事」『土木工学』第9巻第4号、工学雑誌社、1940年4月、243 - 249頁。
- 「深坂トンネルの検討」『交通技術増刊』第10巻第8号、交通協力会、1955年7月、23頁。
- 堀内義朗「新深坂隧道について」『交通技術』第18巻第12号、交通協力会、1963年11月、26 - 28頁。
- 大野米一「線増物語 北陸本線考 その沿線と線増工事」『交通技術』第22巻第2号、交通協力会、1967年2月、16 - 19頁。
- 飯野義夫「深坂ずい道および北陸ずい道の保守」『鉄道線路』第15巻第5号、日本鉄道施設協会、1967年5月、247 - 253頁。
- 田中公爾「柳ヶ瀬線の廃線をめぐって」『国鉄線』第19巻第7号、交通協力会、1964年7月、14 - 15頁。
- 増田優、梅田善和「北陸線・湖西線（長浜・永原～敦賀間）直流化工事の概要」『鉄道と電気技術』第17巻第12号、日本鉄道電気技術協会、2006年12月、32 - 35頁。